# José Pires de Andrade
José Pires de Andrade (8 de dezembro de 1890 - 29 de novembro de 1954), também conhecido como Coronel Pires de Andrade, foi um político do Partido Republicano Paulista, fazendeiro e empresário paulistano. Era filho do arquiteto-construtor português radicado em São Paulo Adriano Corrêa de Andrade e de Justina Pires, de família com fazendas na região de Campo Largo de Sorocaba. Era irmão do professor Gustavo Pires de Andrade, cunhado do cineasta Vital Ramos de Castro e tio da pianista Maria Antônia de Castro. Era casado com Maria Christália Quartim de Moraes Castro Andrade, com quem teve oito filhos: José Miguel de Castro Andrade, Adriano Pires de Andrade, Semiramis de Castro Andrade, Maria Aparecida de Castro Andrade, Washington Pires de Andrade, Gustavo Pires de Andrade, Maria de Lourdes de Castro Andrade e Antônio Hamilton de Castro Andrade.

## Biografia
O coronel Pires de Andrade participou, junto a outros membros de sua família, da Revolução Constitucionalista de 1932 (Batalhão Bahia). Estudou Contabilidade no Lyceu Coração de Jesus (formado em 1921) e trabalhou ainda no Banco Comercial de São Paulo antes de abrir a Companhia José Pires de Andrade de Comissões e Consignações, com sede na Rua São Bento, 61. Pertencia ao Partido Republicano Paulista. Em 1926 foi eleito sub-prefeito do Ipiranga, sendo reeleito nos anos seguintes. Em 1934 foi eleito vice-presidente da Sociedade Aero Civil de São Paulo. Como fazendeiro, foi proprietário da Fazenda Christália em Marilia (nomeada em homenagem à sua esposa) e da Fazenda Cuiabá, com 1.200 alqueires no Pontal do Paranapanema onde fundaria, junto a seu filho José Miguel e ao administrador Odilon Ferreira, o município de Teodoro Sampaio. Teodoro Sampaio passaria a ser o maior município paulista em área territorial. Foi empresário de diversos setores, destacando-se suas companhias urbanizadoras que promoveram, além do município de Teodoro Sampaio, diversos loteamentos que logo se transformariam em bairros da cidade de São Paulo: Vila Zelina, Vila Moinho Velho, Parque Vila Nossa Senhora das Mercês, Vila Sacomã e Vila Christália (também em homenagem à sua esposa). Faleceu em São Paulo em 1954 e está enterrado no Cemitério da Consolação.

## Homenagens
Em 28 de janeiro de 1955, na gestão do então prefeito Jânio Quadros é nomeada como Praça Coronel Pires de Andrade em sua homenagem uma praça próxima ao Shopping Iguatemi e ao Clube Hebraica, no bairro Jardim Europa no Distrito de Pinheiros em São Paulo, entre as ruas Gabriel Monteiro da Silva, Campo Verde e Jacarezinho.
Em 16 de novembro de 1962, na gestão do então prefeito Francisco Prestes Maia se dá o nome de Avenida Coronel José Pires de Andrade a uma importante via que passa pelo Jardim Previdência, Vila Elisio a Jardim Natália no Distrito da Saúde em São Paulo.